# Маймунски неприятности
„Маймунски неприятности“ (на английски: Monkey Trouble) е американска комедия от 1994 г. на режисьора Франко Амури, който е съсценарист с Стю Джайджър. Във филма участват Тора Бърч, Мими Роджърс, Кристофър Макдоналд и Харви Кайтел. Филмът е пуснат в Съединените щати от 18 март 1994 г. от Ню Лайн Синема.

## Актьорски състав
| Актьор                    | Роля         |
| ------------------------- | ------------ |
| Тора Бърч                 | Ева Грегъри  |
| Мими Роджърс              | Ейми Грегъри |
| Ейдриън и Джулиън Джонсън | Джак Грегъри |
| Кристофър Макдоналд       | Том Грегъри  |
| Харви Кайтел              | Азро         |
| Алисън Елиът              | Теса         |
| Реми Райън                | Кейти        |
| Джо Чампа                 | Ани          |
| Дебора Уайт               | Миси         |
| Адам ЛаВоргна             | Марк         |
| Робърт Миранда            | Дрейк        |
| Виктор Арго               | Чарли        |

## В България
В България филмът е пуснат на VHS от Мулти Видео Център през 1994 г.
На 1 март 2008 г. е излъчен по Диема Фемили.
През 2011 г. се излъчва по каналите на bTV Media Group. Преведен е като „Маймунски работи“.